# Arun Jaitley
Arun Jaitley, född 28 december 1952 i New Delhi, död 24 augusti 2019 i Delhi, var en indisk civilekonom och advokat, samt politiker för BJP. Han var tidigare handels-, industri- och justitieminister i Indiens regering, och finansminister 2014–2019. 
Jaitley fungerade som officiell talesman för sitt parti inför valet 1999 och tog efter valet plats i regeringen. 1 juli 2002 avgick han ur regeringen för att istället bli partiledare. I januari 2003 återvände han dock till regeringen. Efter valförlusten 2004 återvände Jaitley till posten som partiledare.